# Паласьос, Альфредо
Альфредо Лоренсо Паласьос (исп. Alfredo Lorenzo Palacios; 10 августа 1880 — 20 апреля 1965) — аргентинский социалистический политический и общественный деятель, писатель, дипломат, доктор права. Член Палаты депутатов (в 1904—1908, 1912—1915 и с 1963 года), сенатор (в 1932—1943 и 1961—1962 годах)

## Биография
Паласьос родился в Буэнос-Айресе, изучал право в Университете Буэнос-Айреса, после окончания которого стал адвокатом и профессором политэкономии и трудового законодательства в университетах Буэнос-Айреса и Ла-Платы, а затем стал деканом юридического факультета и факультета социальных наук этого университета (1922—1925) и в конечном итоге ректором (до 1943).
Вступил в основанную Хуаном Баутистой Хусто в 1896 году Социалистическую партию, стал одним из её руководителей. В 1902 году был избран в Законодательное собрание Буэнос-Айреса, а в 1904 году — в Палату депутатов от района Ла-Бока, став таким образом первым депутатом-социалистом в аргентинском Конгрессе (по некоторым данным, и на Американском континенте в целом).
Паласьос участвовал в создании множества законов по рабочему законодательству и правительственных постановлений социального характера. Он был соавтором законодательства, регулирующего детский и женский труд, длительность рабочего дня и введение воскресного выходного, а также «Закона Паласьоса» (Ley Palacios) по борьбе с сексуальной эксплуатацией.
Избранный сенатором в 1932 году, Паласьос заседал в Сенате до его роспуска в 1943 году, а с приходом к власти Хуана Доминго Перона (1946—1955) эмигрировал в Уругвай. После свержения Перона в 1955 году был назначен послом в Уругвае (1955—1957). В 1960 году Паласьос вновь был избран в Сенат, а в 1963 году — в Палату депутатов. Приветствовал победу Кубинской революции 1959 года. Почётный доктор университетов в Рио-де-Жанейро, Лиме, Арекипе, Куско, Ла-Пасе, Мехико.